# Golejewko
Golejewko ist eine Ortschaft mit einem Schulzenamt der Landgemeinde Pakosław im Powiat Rawicki der Woiwodschaft Großpolen in Polen.

## Geschichte

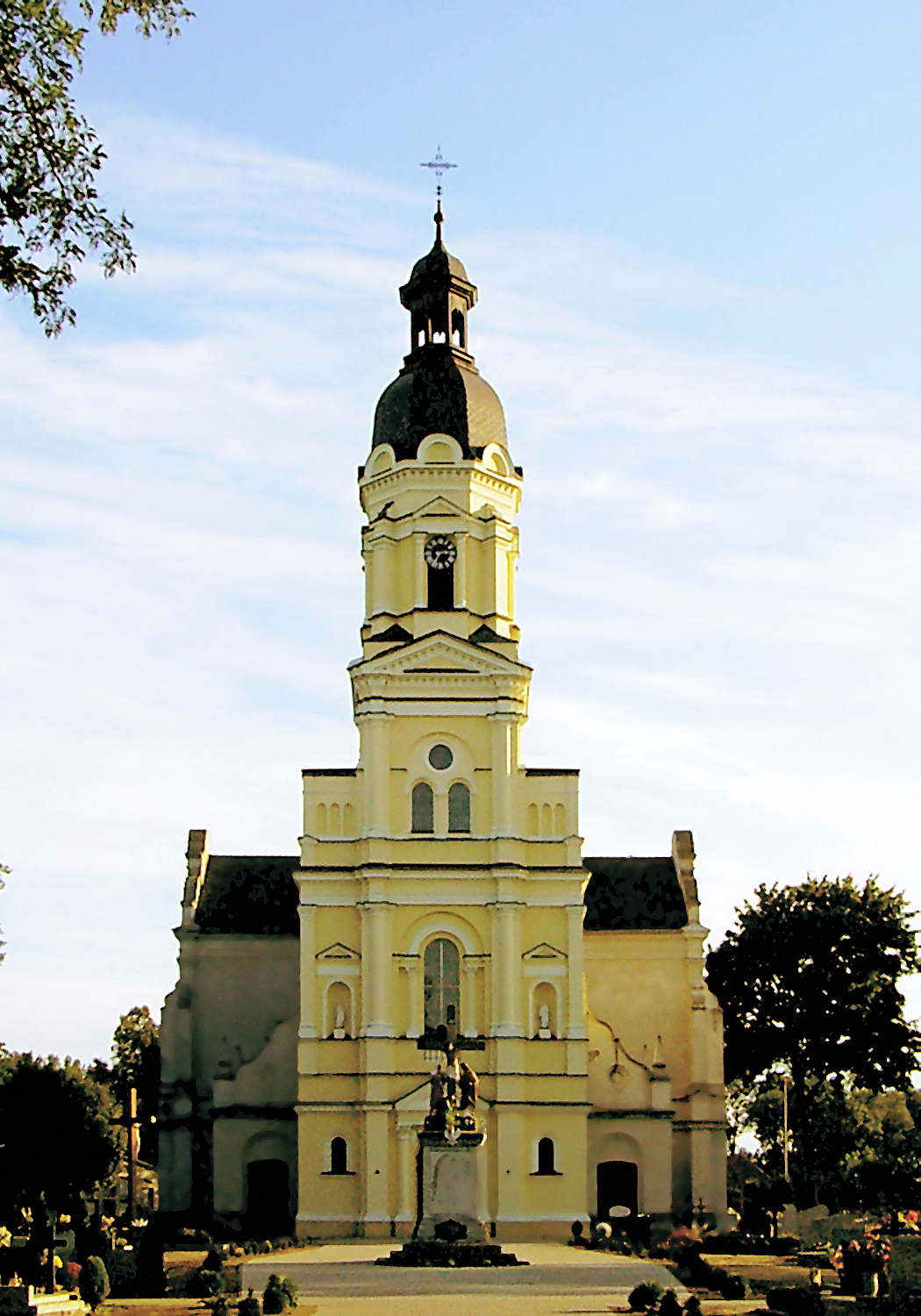
Ortskirche

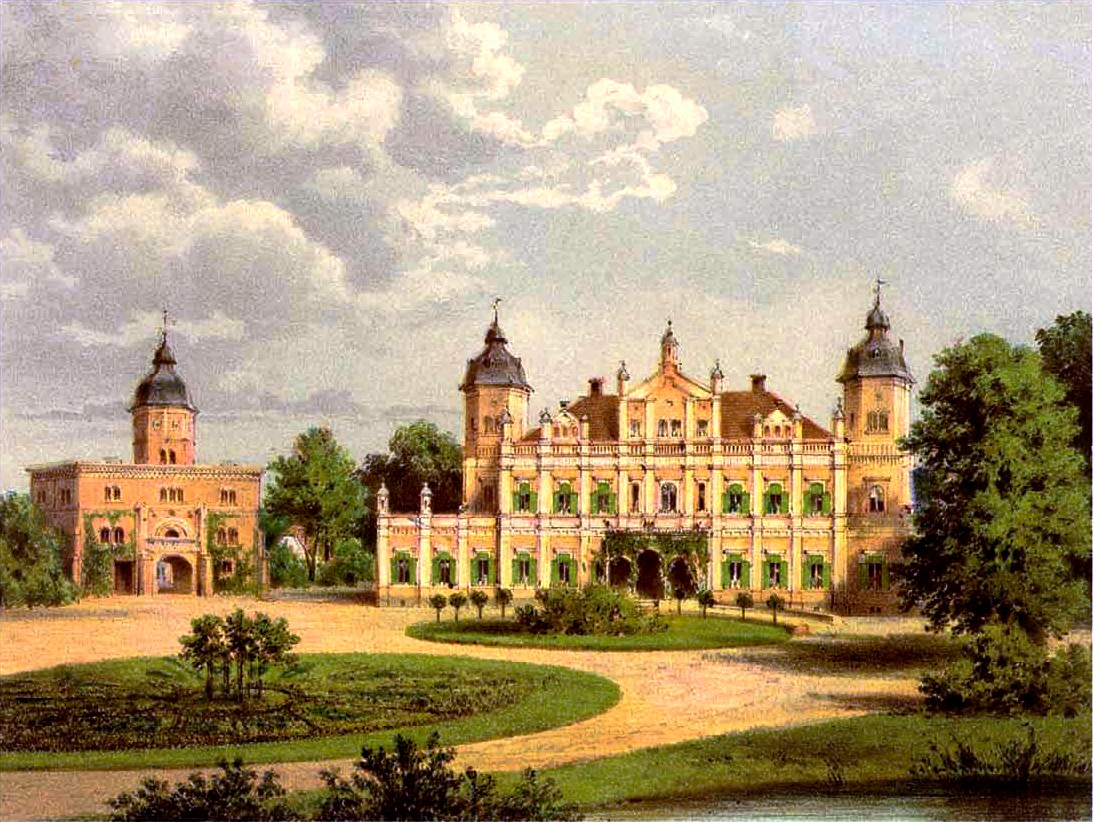
Schloss Golejewko um 1870

Die älteste Siedlung im Ort befand sich auf dem Hügel Czesram. 1136 wurde eine Burg auf dem Hügel in der Bulle von Gnesen als Chezram erstmals urkundlich erwähnt, später Sitz einer Kastellanei. Dieser Ortsname ist unklarer Herkunft, vielleicht vom Personennamen *C(z)esram mit dem Suffix -jь oder Czestram (1401: Chestram) abgeleitet, wahrscheinlich aus dem christlichen Name Tristram/Trestran durch Änderungen Tristram > Czestram wie im Namen Theodorus > C(z)eder/C(z)ader oder rycerz < Ritter. Im 14. Jahrhundert wurde unterhalb des Hügels das Dorf Golejewo gegründet, das 1393 als Golegewo erwähnt wurde. 1447 folgte die Erwähnung von Gol(y)eyewo Minor, dessen Name im späten 16. Jahrhundert zur Golejewko evolvierte. Der Ortsname ist vom Personennamen Golej mit dem Suffix -ewo abgeleitet.
Um das Jahr 1580 umfasste die Pfarrei von Czesram außer Golejewko und Golejewo auch die Ortschaften Chojno, Góreczka Śliwna, Góreczka Żabia, Grabkowo, Stwolno, Słupia und Zielona Wieś. Die letzten wurden von sogenannten Hazaken schlesischer Herkunft gegründet. Bis zum Jahr 1793 gehörte diese Ortschaften zur Woiwodschaft Posen. Im Zuge der Zweiten Polnischen Teilung kamen sie 1793 an Preußen und zum Kreis Kröben.
Der Besitzer der Güter von Golejewko, Baron Wiegand Adolf von Gersdorff, habe in den 1840er Jahren in den örtlichen Wäldern die bäuerlichen Jagdgehilfen als Hasen beschimpft und damit etablierte sich vielleicht der Name der Hazaken, die auch in Golejewko leben. Unter der Familie Czarnecki wurde 1848–1852 das Schloss stark ausgebaut.
Nach dem Ende des Ersten Weltkriegs kam Golejewko zu Polen, Woiwodschaft Posen. Beim Überfall auf Polen 1939 wurde das Gebiet von den Deutschen besetzt und dem Landkreis Rawitsch im Reichsgau Wartheland zugeordnet. Von 1975 bis 1998 gehörte Golejewko zur Woiwodschaft Leszno.